# Fórmula da Coca-Cola

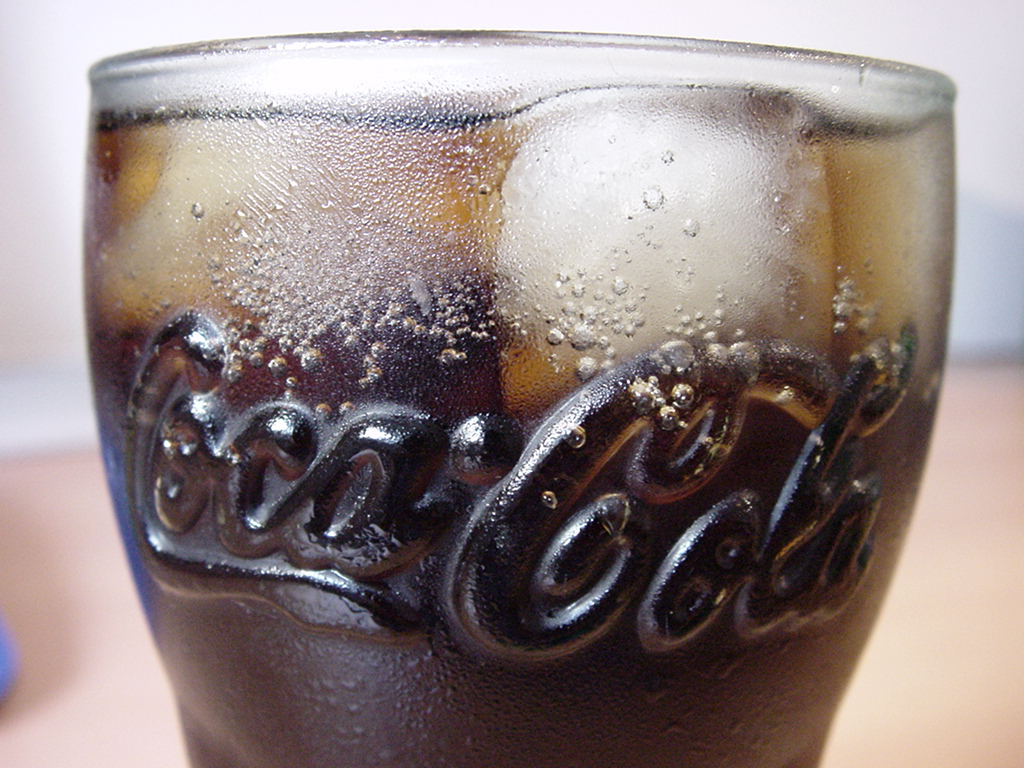
A receita da Coca-Cola continua sendo um segredo comercial bem guardado.

A fórmula da Coca-Cola é a receita secreta utilizada para preparar essa bebida, que engarrafadoras combinam com água gaseificada para criar o principal refrigerante da The Coca-Cola Company. O fundador da empresa, Asa Candler, iniciou o véu de mistério que envolve a fórmula em 1891 como uma estratégia de marketing, publicidade e proteção da propriedade intelectual. Embora várias receitas, cada uma pretendendo ser a fórmula autêntica, tenham sido publicadas, a empresa sustenta que a fórmula real permanece em segredo, conhecida apenas por muito poucos funcionários selecionados (e anônimos).

## História

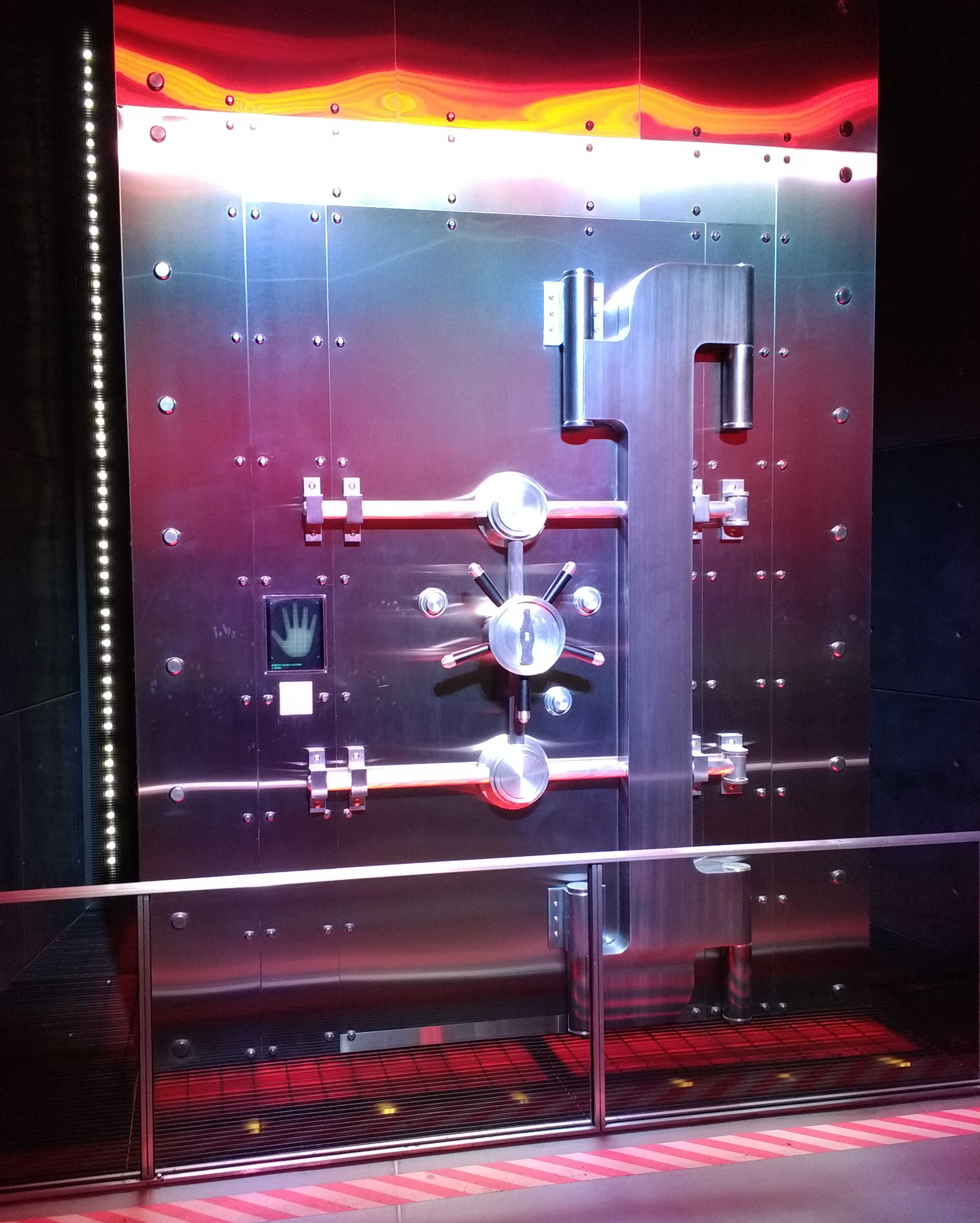
Cofre contendo a fórmula secreta no Museu World of Coca-Cola em Atlanta, Estados Unidos.

Sabe-se que o inventor da bebida John Pemberton compartilhou sua fórmula original com pelo menos quatro pessoas antes de sua morte em 1888. Em 1891, Asa Candler comprou os direitos sobre a fórmula do patrimônio de Pemberton, fundou a empresa The Coca-Cola Company, e instituiu o véu de mistério que desde então esteve em torno da fórmula. Ele também fez alterações na lista de ingredientes, o que, na maioria das contas, melhorou o sabor, e também o autorizou a afirmar que qualquer pessoa que possuísse a fórmula original de Pemberton não conhecia mais a fórmula "real".
Em 1919, Ernest Woodruff liderou um grupo de investidores na compra da empresa de Candler e sua família. Como garantia do empréstimo de aquisição, Woodruff colocou a única cópia escrita da fórmula em um cofre no Guaranty Bank, em Nova Iorque. Em 1925, quando o empréstimo foi pago, Woodruff mudou a fórmula escrita para o Trust Company Bank (atual Truist Financial) em Atlanta. Em 8 de dezembro de 2011, a empresa o colocou em um cofre no museu World of Coca-Cola, onde permanece em "exposição" pública.
Segundo a The Coca-Cola Company, apenas dois executivos têm acesso à fórmula completa a qualquer momento e eles não podem viajar juntos. Quando um morre, o outro deve escolher um sucessor dentro da empresa e transmitir o segredo a essa pessoa. A identidade dos dois executivos em posse do segredo é em si um segredo. No entanto, têm sido observado que a política da "fórmula secreta" da empresa é mais uma estratégia de marketing do que um segredo comercial real: qualquer concorrente em posse da receita da Coca-Cola genuína não seria capaz de obter certos ingredientes essenciais, como folhas de coca processadas, e mesmo se todos os componentes estivessem disponíveis, não poderia comercializar o produto reproduzido como Coca-Cola.
Durante o final do século XIX, a Coca-Cola era uma das muitas bebidas populares à base de coca com propriedades medicinais e benefícios à saúde; os primeiros materiais de marketing afirmavam que a Coca-Cola aliviava as dores de cabeça e agia como um "tônico cerebral e nervoso". Folhas de coca eram usadas na preparação da Coca-Cola; a pequena quantidade de cocaína que elas continham - juntamente com a cafeína originária de noz-de-cola - fornecia a qualidade "tônica" da bebida. Em 1903, a cocaína foi removida, deixando a cafeína como o único ingrediente estimulante, e todas as alegações medicinais foram descartadas. O extrato da folha de coca, com a cocaína removida quimicamente, permaneceu parte da fórmula como aromatizante. A empresa não confirma nem nega que a versão atual da Coca-Cola contenha extrato de folha de coca, deixando-a na natureza secreta da fórmula.
Em 1911, o governo dos Estados Unidos processou a The Coca-Cola Company por violações da Lei de Alimentos e Drogas Puras de 1906 (Pure Food and Drug Act of 1906), alegando que a alta concentração de cafeína na Coca-Cola era prejudicial à saúde. O caso foi decidido em favor da Coca-Cola, mas parte da decisão foi anulada em 1916 pela Suprema Corte. Como parte de um acordo, a empresa concordou em reduzir a quantidade de cafeína em seus ingredientes.

## Ingredientes atuais
A empresa protege o sigilo de sua receita enviando ingredientes para suas fábricas na forma de "mercadorias" anônimas, numeradas de 1 a 9. Os gerentes das fábricas são informados das proporções relativas de cada mercadoria numerada e do procedimento de mistura, mas não dos ingredientes nas mercadorias, alguns dos quais são misturas de ingredientes mais básicos. Mercadoria no. 1 é conhecida por ser açúcar, na forma de xarope ou sacarose de milho com alto teor de frutose; corante caramelo possui o número 2, cafeína possui o número 3, e ácido fosfórico possui o número 4. As identidades das mercadorias de 5 a 9 são motivo de debate - particularmente a "mercadoria 7X" (o "X" nunca foi explicado), que supostamente contém uma mistura de óleos essenciais, como laranja e limão. Acredita-se que o outro ingrediente seja lavanda. A empresa Stepan Company prepara extrato de coca para a Coca-Cola em sua fábrica em Maywood, estado de Nova Jersey.
Apesar das implicações do nome, não há evidências de que a versão atual do xarope da Coca-Cola contenha extrato de noz-de-cola; originalmente incluída pelo seu conteúdo de cafeína, a Coca-Cola moderna usa citrato de cafeína produzido pela descafeinação do café.
Acredita-se que o sabor principal da Coca-Cola venha de baunilha e canela, com pequenas quantidades de óleos essenciais e especiarias, como a noz-moscada. Um estudo de 2015 identificou e mediu 58 compostos aromáticos em refrigerantes de cola comuns, confirmando quantidades significativas de compostos correspondentes aos óleos essenciais de canela, baunilha, noz-moscada, laranja e limão na Coca-Cola.

## Receitas propostas

### Receita 1
Esta receita atribui-se a uma folha de papel encontrado num livro antigo do criador da Coca-Cola, John Pemberton.
- 1 onça de extrato de baunilha
- 2 ½ onças de saborizante
- 4 onças de F.E. Coco (fluido extraído da coca)
- 3 onças de ácido cítrico
- 1 quarto de suco de lima
- 30 libras-peso de açúcar
- 2 ½  galões (3,785 L) de água
- Quantidade suficiente (q.s.p) de caramelo

Saborizantes:
- uma onça de Óleo de laranja 80
- uma onça de Óleo de limão 120
- uma onça de Óleo de canela 40
- uma onça de Óleo de coentro 40
- Nerol 20
- Álcool ¼ de onça bem caprichado

### Receita 2
Esta receita é do livro Big Secrets, onde William Poundstone apresenta uma versão da fórmula para um galão.
- 2400 g de açúcar dissolvidos em água
- 37 g de caramelo
- 3,1 g de cafeína
- 11 g de ácido fosfórico
- 1,1 g de folha descocainizada de coca
- 0,37 g de nozes de cola

A folha de coca e nozes de cola são embebidas em 22 g de álcool 20% e o extrato resultante é acrescentado líquido.
- Suco de lima - 30 g
- Glicerina - 19 g
- Extrato de baunilha - 1,5 g

Saborizante 7X:
- Óleo de laranja - 0,47 g
- Óleo de limão - 0,88 g
- Óleo de noz-moscada - 0,07
- Óleo de cássia - 0,2 g
- Óleo de coentro - traços
- Nerol - traços
- Óleo de lima - 0,39 g